# The Book of Souls: Live Chapter
Albums de Iron Maiden
The Book of Souls
(2002) Nights of the Dead
(2020)
The Book of Souls: Live Chapter est un double album du groupe de heavy métal anglais, Iron Maiden. Il est sorti le 17 novembre 2017 sur le label Parlophone et est produite par Tony Newton avec l'assistance de Steve Harris.

## Description
Les titres de cet album ont été enregistrés entre le 16 mars 2016 et le 14 mai 2017 pendant la tournée mondiale de promotion de l'album The Book of Souls. Cette tournée était la première depuis la guérison du cancer de la langue de Bruce Dickinson. L'album est disponible sous forme de double album CD ou sous forme de triple album vinyle.
Cet album se classa à la 17e place des charts britanniques.

## Musiciens
- Steve Harris : basse, chœurs
- Dave Murray : guitare
- Bruce Dickinson : chant
- Adrian Smith : guitare, chœurs
- Janick Gers : guitare
- Nicko McBrain : batterie, percussions

avec
- Michael Kenney : claviers

## Liste des titres
| 1. | If Eternity Should Fail | Bruce Dickinson         | Qudos Bank Arena, Sydney le 6 mai 2016                          | 7:46  |
| 2. | Speed of Light          | Dickinson, Adrian Smith | Grand Arena, Cape Town le 18 mai 2016                           | 5:08  |
| 3. | Wrathchild              | Harris                  | 3Arena, Dublin le 6 mai 2017                                    | 2:59  |
| 4. | Children of the Damned  | Harris                  |                                                                 | 5:14  |
| 5. | Death or Glory          | Dickinson, Smith        | Wroclaw Stadium, Wroclaw le 3 juillet 2016                      | 5:15  |
| 6. | The Red and the Black   | Harris                  | Ryōgoku Kokugikan, Tokyo le 21 avril 2016                       | 13:17 |
| 7. | The Trooper             | Harris                  | Estadio Jorge "El Mágico" González, San Salvador le 6 mars 2016 | 4:05  |
| 8. | Powerslave              | Dickinson               | Piazza Unità d'Italia, Trieste le 16 mars 2016                  | 7:31  |

| 9.  | The Great Unknow        | Harris, Smith       | Metro Radio Arena, Newcastle le 14 mai 2017           | 6:50  |
| 10. | The Book of Souls       | Janick Gers, Harris | Donington Park, Leicestershire 12 juin 2016           | 10:49 |
| 11. | Fear of the Dark        | Harris              | Castelão, Fortaleza le 24 mars 2016                   | 7:34  |
| 12. | Iron Maiden             | Harris              | José Amalfitani Stadium, Buenos Aires le 15 mars 2016 | 6:05  |
| 13. | The Number of the Beast | Harris              | Wacken Open Air, Allemagne le 4 août 2016             | 5:06  |
| 14. | Blood Brothers          | Harris              | Donington Park, Leicestershire le 12 juin 2016        | 7:35  |
| 15. | Wasted Years            | Smith               | Farmasi Arena, Rio de Janeiro le 17 mars 2016         | 5:38  |

## Charts
| Pays                                  | Durée du classement | Meilleur classement | Date              |
| ------------------------------------- | ------------------- | ------------------- | ----------------- |
| Allemagne (GfK Entertainment)         | 6 semaines          | 5e                  | 24 novembre 2017  |
| Australie (ARIA Charts)               | 1 semaine           | 17e                 | 3 décembre 2017   |
| Autriche (Ö3 Austria Top 40)          | 2 semaines          | 10e                 | 1er décembre 2017 |
| Belgique (V) (Ultratop)               | 14 semaines         | 21e                 | 25 novembre 2017  |
| Belgique (W) (Ultratop)               | 15 semaines         | 32e                 | 25 novembre 2017  |
| Canada (Canadian Albums Chart)        | 1 semaine           | 44e                 | 9 décembre 2017   |
| Écosse (Scottish Album Chart)         | 4 semaines          | 12e                 | 24 novembre 2017  |
| Espagne (Promusicae)                  | 18 semaines         | 7e                  | 26 novembre 2017  |
| États-Unis (Billboard 200)            | 1 semaine           | 49e                 | 9 décembre 2017   |
| Finlande (Suomen virallinen lista)    | 2 semaines          | 8e                  | 22 novembre 2017  |
| France (SNEP)                         | 5 semaines          | 40e                 | 25 novembre 2017  |
| Norvège (VG-lista)                    | 1 semaine           | 19e                 | 22 novembre 2017  |
| Pays-Bas (MegaCharts)                 | 2 semaines          | 23e                 | 25 novembre 2017  |
| Portugal (AFP)                        | 2 semaines          | 10e                 | 22 novembre 2017  |
| Royaume-Uni (UK Albums Chart)         | 2 semaines          | 17e                 | 24 novembre 2017  |
| Royaume-Uni (UK Rock and Metal Chart) | 16 semaines         | 1er                 | 24 novembre 2017  |
| Suède (Sverigetopplistan)             | 2 semaines          | 8e                  | 24 novembre 2017  |
| Suisse (Schweizer Hitparade)          | 4 semaines          | 5e                  | 26 novembre 2017  |